# Aidan Gillen
Aidan Murphy (Dublín; 24 de abril de 1968), conocido artísticamente como Aidan Gillen, es un actor irlandés que ha trabajado en cine, teatro y televisión, conocido por sus papeles de A.D Janson (Rat Man) en The Maze Runner, Petyr Baelish en Game of Thrones, Thomas J. "Tommy" Carcetti en The Wire, Aberama Gold en Peaky Blinders y Lord Nelson Rathbone en Shanghai Knights. Estaba casado con Olivia O'Flanagan y tienen dos hijos: Berry y Joe.

## Filmografía

### Cine
| Año  | Título                              | Papel                 | Notas                        |
| ---- | ----------------------------------- | --------------------- | ---------------------------- |
| 1985 | The Drip                            | Chico joven           | Cortometraje                 |
| 1987 | The Lonely Passion of Judith Hearne | Joven en la licorería | Acreditado como Aidan Murphy |
| 1988 | The Courier                         | Chico                 | Acreditado como Aidan Murphy |
| 1992 | An Ungentlemanly Act                | Marino Wilcox         | Telefilme                    |
| 1993 | A Handful of Stars                  | Tony                  | Telefilme                    |
| 1993 | Belfry                              | Dominic               | Telefilme                    |
| 1995 | Círculo de amigos                   | Aidan Lynch           |                              |
| 1996 | Some Mother's Son                   | Gerard Quigley        |                              |
| 1997 | Mojo                                | Baby                  |                              |
| 1998 | Gold in the Streets                 | Paddy                 |                              |
| 1998 | Amazing Grace                       | Hombre joven          | Cortometraje                 |
| 1999 | Buddy Boy                           | Francis               |                              |
| 2000 | The Second Death                    | Jugador de pool       | Cortometraje                 |
| 2000 | The Low Down                        | Frank                 |                              |
| 2000 | The Darkling                        | Jeff Obold            | Telefilme                    |
| 2000 | Lorna Doone                         | Carver Doone          | Telefilme                    |
| 2001 | My Kingdom                          | Barry Puttnam         |                              |
| 2001 | Robertson Major                     | William Robertson     | Cortometraje                 |
| 2002 | The Final Curtain                   | Dave Turner           |                              |
| 2002 | First Communion Day                 | Seamus                | Telefilme                    |
| 2003 | Photo Finish                        | Joe Wilde             |                              |
| 2003 | Shanghai Knights                    | Lord Nelson Rathbone  |                              |
| 2003 | Burning the Bed                     | Stephen               | Cortometraje                 |
| 2005 | Walk Away and I Stumble             | Paul                  | Telefilme                    |
| 2006 | Trouble with Sex                    | Conor                 |                              |
| 2008 | Blackout                            | Karl                  |                              |
| 2009 | Freefall                            | Gus                   | Telefilme                    |
| 2009 | 12 Rounds                           | Miles Jackson         |                              |
| 2009 | Spunkbubble                         | Dessie                | Cortometraje                 |
| 2009 | Runners                             | Terry                 | Cortometraje                 |
| 2010 | Treacle Jr.                         | Aidan                 |                              |
| 2011 | Wake Wood                           | Patrick Daley         |                              |
| 2011 | Blitz                               | Barry Weiss           |                              |
| 2012 | The Dark Knight Rises               | CIA                   |                              |
| 2012 | Shadow Dancer                       | Gerry                 |                              |
| 2012 | Ekki Múkk                           | Little One            | Cortometraje                 |
| 2012 | The Good Man                        | Michael               |                              |
| 2013 | The Dark Knight Returns: Part 2     | The Joker             | Actor de voz                 |
| 2013 | The Note                            | Lars                  | Cortometraje                 |
| 2013 | Mister John                         | Gerry Devine          |                              |
| 2013 | Beneath the Harvest Sky             | Clayton               |                              |
| 2013 | Song                                | Dan                   | Cortometraje                 |
| 2014 | Calvary                             | Dr. Frank Harte       |                              |
| 2014 | Still                               | Carver                |                              |
| 2014 | Song                                | Dan                   | Cortometraje                 |
| 2014 | Ambition                            | Maestro               | Cortometraje                 |
| 2015 | You're Ugly Too                     | Will                  |                              |
| 2015 | Sing Street                         | Robert                |                              |
| 2015 | Maze Runner: The Scorch Trials      | Janson/Rat Man        |                              |
| 2017 | King Arthur: Legend of the Sword    | Goosefat Bill         |                              |
| 2018 | Maze Runner: The Death Cure         | Janson/Rat Man        |                              |
| 2018 | Bohemian Rhapsody                   | John Reid             |                              |
| 2021 | Aquellos que desean mi muerte       | Jack                  |                              |
| 2023 | Barber                              | Val Barber            |                              |
| 2023 | Dance First                         | James Joyce           | Ref.                         |

### Televisión
| Año       | Título                      | Papel                      | Notas                                    |
| --------- | --------------------------- | -------------------------- | ---------------------------------------- |
| 1990      | The Play on One             | Harry                      | Episodio: "Killing Time"                 |
| 1993      | The Bill                    | Jeff Barratt               | Episodio: "Play the Game"                |
| 1993      | Screenplay                  | Gypo                       | Episodio: "Safe"                         |
| 1994      | In Suspicious Circumstances | James Crozier              | Episodio: "To Encourage the Others"      |
| 1999–2000 | Queer as Folk               | Stuart Alan Jones          | 10 episodios                             |
| 2001      | Dice                        | Glenn Taylor               | 2 episodios                              |
| 2003      | Agatha Christie's Poirot    | Amyas Crale                | Episodio: "Five Little Pigs"             |
| 2004–2008 | The Wire                    | Thomas J. "Tommy" Carcetti | 35 episodios                             |
| 2005      | Law & Order: Trial by Jury  | Jimmy Colby                | Episodio: "Vigilante"                    |
| 2005      | The Last Detective          | Steve Fallon               | Episodio: "Willesden Confidential"       |
| 2010      | Thorne                      | Phil Hendricks             | 6 episodios                              |
| 2010      | Identity                    | DI John Bloom              | 6 episodios                              |
| 2010–2011 | Love/Hate                   | John Boy Power             | 10 episodios                             |
| 2011–2017 | Game of Thrones             | Petyr "Meñique" Baelish    | 41 episodios                             |
| 2011      | Other Voices                | Él mismo                   | Presentador                              |
| 2013      | Mayday                      | Everett Newcombe           | 5 episodios                              |
| 2014      | Charlie                     | Charles J. Haughey         | 3 episodios                              |
| 2017      | Urban Myths                 | Timothy Leary              | Episodio: "Cary Grant and Timothy Leary" |
| 2017-2019 | Peaky Blinders              | Aberama Gold               | 10 episodios                             |
| 2019-2020 | Project Blue Book           | J. Allen Hynek             | Papel principal                          |

### Videojuegos
| Año  | Título        | Papel                                     |
| ---- | ------------- | ----------------------------------------- |
| 2016 | Quantum Break | Paul Serene (voz y captura de movimiento) |